# 실고사리목
실고사리목(Schizaeales)은 고사리강(또는 양치식물강)에 속하는 양치식물 목의 하나이다. 이 목에 속하는 양치식물 전부는, 한때 예전에 고사리목에 속하는 실고사리과로 분류했다. 그러나 이 식물들의 관계가 명백함에도 불구하고, 이 양치식물들은 현저히 다르며, 따라서 현재는 이 세 그룹을 과로 승격하여 분류한다. 스키자이아과 (Schizaeaceae)는 대체적으로 분기하는 엽상체를 지닌 작은 양치식물로, 외관상으로 독특하게도 약간은 양치식물처럼 보이지 않는다. 아네미아과 (Anemiaceae)는 전형적인 양치식물처럼 보이며, 보통 지상식물 또는 암생식물이다. 실고사리과 (Lygodiaceae)는 전형적인 양치식물로 보이지만 서식지는 크게 구별된다. 엽상체의 잎줄기는 길고 유연하며, 무한생장을 하고, 그래서 엽상체는 바위를 타고 넘거나 덩굴로 뻗어간다. 한때 일부 분류학자들은 이 목을 구조적인 유사성때문에 생이가래목으로 보기도 했지만, 현대의 분기학적인 연구를 통해 보면 어떤 특별한 유사성도 없다.

## 하위 분류
- 스키자이아과 (Schizaeaceae)
- 아네미아과 (Anemiaceae)
- 실고사리과 (Lygodiaceae)